# Profítis Ilías (Kalávryta, Achaïe)
Pour les articles homonymes, voir Profítis Ilías.
Profítis Ilías (grec moderne : Προφήτης Ηλίας) est une localité située dans le dème de Kalávryta, dans le district régional d'Achaïe, dans la périphérie de Grèce-Occidentale, en Grèce.
Selon le recensement de 2021, elle compte 33 habitants.